# Petit foramen ischiatique

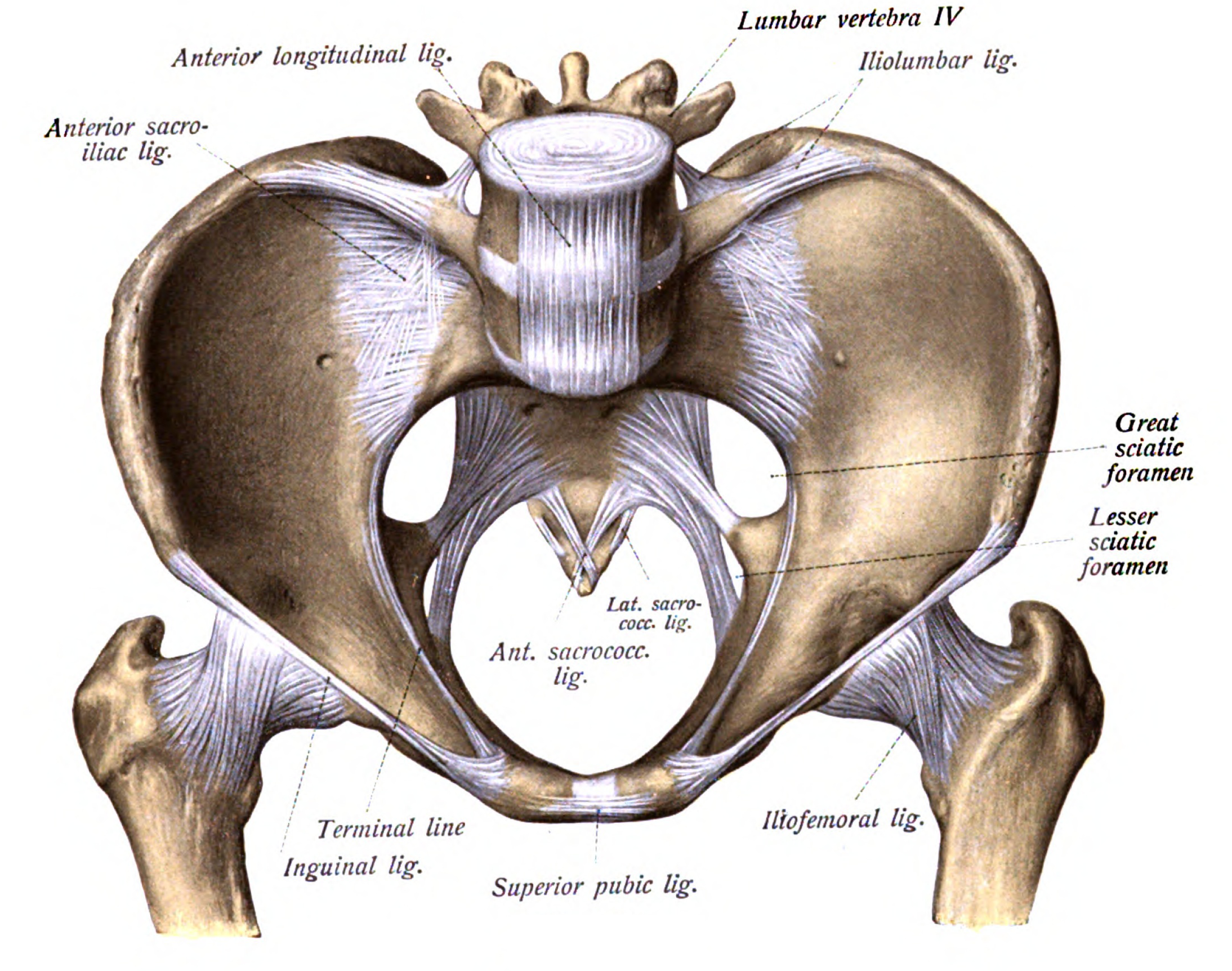
Illustration anatomique du bassin

Le petit foramen ischiatique est un orifice ostéo-fibreux de la face postéro-latérale du bassin.

## Description
Le petit foramen ischiatique est situé à l'arrière du bord postérieur du corps de l'ischion en dessous du grand foramen ischiatique.
Il est limité à l'avant par le bord osseux de la petite incisure ischiatique, en haut par l'épine ischiatique qui le sépare du grand foramen ischiatique, et en bas et en avant par la tubérosité ischiatique.
Il est limité à l'arrière et en haut par le ligament sacro-épineux et limité en bas et médialement par le ligament sacro-tubéral.
Il permet le passage du paquet vasculo-nerveux pudendal composé :
- de l'artère pudendale interne,
- de la veine pudendale interne,
- du nerf pudendal,
- du nerf du muscle obturateur interne.

Il est également occupé par le muscle obturateur interne.